# Рождество Богородично (Бач)
„Рождество на Пресвета Богородица“ или „Света Богородица“ (на македонска литературна норма: „Рождество на Пресвета Богородица“, „Света Богородица“) е възрожденска църква в битолското село Бач, част от Преспанско-Пелагонийската епархия на Македонската православна църква – Охридска архиепископия. 
Издигната е в XIX век като българска екзархийска църква. Повторно е осветена на 21 септември 1912 година. По време на Първата световна война, когато Бач е на фронтовата линия, църквата е разрушена. Обновена е в 1921 година. Църквата е еднокорабна, с балкон за женско отделение, без фрески, с икони на апостоли и светци. Апсидата е полукръгла. Има стари метални кандила и полилеи.
Изписана е в 1886 година от Коста Анастасов от Крушево. Надписът гласи: „Сей храмъ Прест Богородица нво вем она се образис г. г. Архіепіск. к иереа. Иліа. ктитор. и приложніцъ г. 1886. из рукь Коста. Анасташіовикъ зуграфа ѿ слафно Крушово мсцъ. 4.“